# Jimmy Davidson (football, 1925)
Pour les articles homonymes, voir Davidson.
Jimmy Davidson, de son nom complet James Anderson Davidson, est un footballeur écossais né le 8 novembre 1925 à Douglas Water et mort le 24 janvier 1996. Il évoluait au poste de milieu.

## Biographie
Il joue dans un club seul durant sa carrière, le Partick Thistle.
International, il reçoit 8 sélections en équipe d'Écosse de 1954 à 1955. Il fait partie du groupe écossais lors de la Coupe du monde 1954.

## Carrière
- 1945-1960 :  Partick Thistle[2],[3]